# Sandy Kennon
Neil Sandlands "Sandy" Kennon (Johannesburgo, 28 de noviembre de 1933-17 de agosto de 2015) fue un futbolista sudafricano que jugaba en la demarcación de portero.

## Biografía
Debutó como futbolista en 1956 con el Huddersfield Town FC, jugando en la Football League Second Division. Jugó en el club durante dos temporadas, hasta que en 1958 fichó por el Norwich City FC. Con el club alcanzó las semifinales de la FA Cup en 1959, jugando contra el Luton Town FC. Solo ganó un título con el equipo, la Copa de la Liga en 1962 contra el Rochdale FC. Posteriormente jugó para el Colchester United FC, club en el que se retiró como futbolista. Tras dejar el fútbol, Kennon se dedicó al Cricket para jugar para el Norfolk en el Minor Counties Championship. En 2003 fue elegido para formar parte del salón de la fama del Norwich City. 
Falleció el 17 de agosto de 2015 a los 81 años de edad.

## Clubes
| Club                 | País       | Año         | Partidos | Goles |
| -------------------- | ---------- | ----------- | -------- | ----- |
| Huddersfield Town FC | Inglaterra | 1956 - 1958 | 78       | 0     |
| Norwich City FC      | Inglaterra | 1958 - 1965 | 213      | 0     |
| Colchester United FC | Inglaterra | 1965 - 1967 | 76       | 0     |

## Palmarés

### Campeonatos nacionales
| Título          | Club            | País       | Año  |
| --------------- | --------------- | ---------- | ---- |
| Copa de la Liga | Norwich City FC | Inglaterra | 1962 |